# Interaction élémentaire
Pour les articles homonymes, voir Interaction.

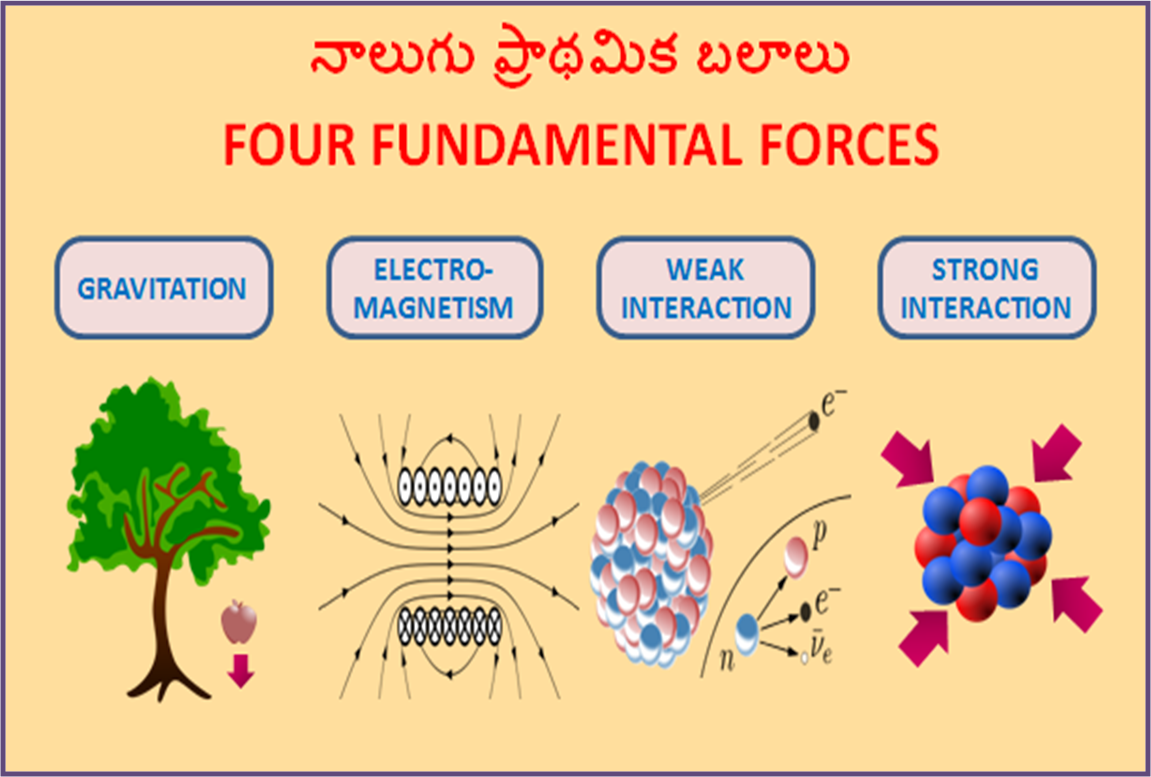
Les 4 forces fondamentales.

Quatre interactions élémentaires sont responsables de tous les phénomènes physiques observés dans l'Univers, chacune se manifestant par une force dite force fondamentale. Ce sont l'interaction nucléaire forte, l'interaction électromagnétique, l'interaction faible et l'interaction gravitationnelle.
En physique classique, les lois de la gravitation et de l'électromagnétisme étaient considérées comme axiomes. Cependant en théorie quantique des champs, ces forces sont décrites par l'échange de bosons virtuels : le modèle standard de la physique des particules décrit les interactions forte, faible et électromagnétique, mais une théorie quantique des champs n'a pas encore pu être élaborée pour la gravitation.
Les puissances de ces forces fondamentales sont normalement très différentes (voir plus bas), mais si l'énergie cinétique des particules augmente, les puissances se rapprochent. On pense que les quatre forces avaient la même puissance aux énergies extrêmement élevées qui étaient en jeu juste après le Big Bang lors de l'ère de Planck.

## Interaction forte
L'interaction nucléaire forte a les propriétés suivantes :
- elle est responsable de la cohésion de tous les hadrons (baryons et mésons), c'est-à-dire toutes les particules composées de quarks ; elle est responsable, indirectement, de la cohésion des noyaux atomiques ;
- son rayon d'action est limité à 2,5 × 10−15 m (0,000 000 000 000 002 5 m), car la charge de couleur n'apparaît pas « nue » à des distances plus grandes (voir Confinement de couleur) ;
- elle est la plus puissante de toutes les interactions connues ;
- elle est transportée par les gluons.

## Interaction électromagnétique
L'interaction électromagnétique a les caractéristiques suivantes :
- elle est responsable de la plupart des phénomènes quotidiens : lumière, électricité et magnétisme, chimie… ;
- son rayon d'action est en principe illimité, mais en pratique, les charges positives et négatives tendent à se neutraliser ;[pas clair]
- elle peut être attractive ou répulsive selon le signe des charges électriques ; cela vaut aussi pour les pôles dits Nord et Sud d'un aimant ;
- elle est cent fois moins forte que l'interaction forte ;
- elle est transportée par les photons.

## Interaction faible
L'interaction nucléaire faible a les caractéristiques suivantes :
- elle est responsable d'un des types de radioactivité, la radioactivité bêta, et joue un rôle important dans la fusion nucléaire comme au centre du Soleil ;
- son rayon d'action est très court, 10−17 m ;
- elle est 105 fois moins puissante que la force nucléaire forte ;
- elle est transportée par les bosons lourds : Z0, W+ et W−.

## Interaction gravitationnelle
L'interaction gravitationnelle est le phénomène d'interaction physique qui cause l'attraction réciproque des corps massifs entre eux, sous l'effet de leur masse. Il s'observe au quotidien en raison de l'attraction terrestre qui nous retient au sol. La gravité est responsable de plusieurs manifestations naturelles : les marées, l'orbite des planètes autour du Soleil, la sphéricité de la plupart des corps célestes en sont quelques exemples. D'une manière plus générale, la structure à grande échelle de l'Univers est déterminée par la gravitation.
La gravitation a les propriétés suivantes :
- elle est dominante pour les grandes structures de l'Univers car elle est toujours attractive et ne peut pas être neutralisée comme les forces électromagnétiques ;
- son rayon d'action est illimité ;
- elle est la plus faible de toutes les interactions, 1038 fois plus faible que l'interaction nucléaire forte (c'est-à-dire cent milliards de milliards de milliards de milliards de fois plus faible) ;
- son vecteur est encore inconnu à ce jour. Cependant, certaines hypothèses émettent l'idée qu'une particule en serait à l'origine : le graviton.

## Résumé tabulaire
| Interaction       | Théorie courante                 | Médiateurs         | Masse (GeV/c2) | Puissance relative approximative | Rayon d'action (m) | Dépendance de distance                                                  |
| ----------------- | -------------------------------- | ------------------ | -------------- | -------------------------------- | ------------------ | ----------------------------------------------------------------------- |
| Forte             | Chromodynamique quantique (QCD)  | huit gluons        | 0              | 1                                | 2,5 × 10−15        | {\displaystyle {\frac {1}{r^{7}}}}                                      |
| Électromagnétique | Électrodynamique quantique (QED) | photon             | 0              | 10-2                             | ∞                  | {\displaystyle {\frac {1}{r^{2}}}}                                      |
| Faible            | Théorie électrofaible            | W+, W−, Z0         | 80, 80, 91     | 10-5                             | 10−18              | {\displaystyle {\frac {1}{r^{5}}}} à {\displaystyle {\frac {1}{r^{7}}}} |
| Gravitation       | Relativité générale              | graviton (postulé) | 0              | 10-40                            | ∞                  | {\displaystyle {\frac {1}{r^{2}}}}                                      |

## Brève histoire de l'unification des interactions élémentaires
Le XIXe siècle a vu l'unification de l'électricité et du magnétisme. Au cours du XXe siècle, la théorie électrofaible a tout d'abord été développée pour unifier l'électromagnétisme avec l'interaction faible (par Abdus Salam, Steven Weinberg, Sheldon Lee Glashow, prix Nobel de physique en 1979). L'interaction forte a pu être unifiée dans les années 1970 avec les deux premières donnant alors le modèle standard de la physique des particules, dont les prédictions ont été vérifiées peu après dans les accélérateurs de particules. Néanmoins, même si ces interactions sont décrites dans un cadre commun, les intensités des trois forces, appelées aussi constantes de couplage, ne sont pas les mêmes. Ces constantes ne sont constantes que dans un sens approximatif. Leur valeur change selon la gamme d'énergies concernée. Le fait que la constante de couplage de l'interaction faible varie bien plus vite que celle de l'électromagnétisme a rendu leur unification relativement facile, ainsi que la vérification expérimentale de cette unification. La gamme d'énergies à laquelle elles se rencontrent est encore accessible aux expériences sur accélérateurs.
Le but des théories de grande unification est de fournir, d'une part, une description unifiée des trois forces dans laquelle elles partageraient une même constante de couplage (description qui serait valide à des échelles d'énergie très grandes de l'ordre de 1015 GeV), et, d'autre part, un mécanisme par lequel cette symétrie entre les trois forces est brisée aux échelles d'énergies que nous observons actuellement.
Enfin, toutes ces descriptions ne font pas mention de la gravitation, dont l'influence reste négligeable tant que les énergies mises en jeu sont faibles devant l'échelle de Planck, de l'ordre de 1018 GeV, mais dont la constante de couplage effective à cette énergie rejoint celle des autres interactions. Comme la théorie du Big Bang dit que l'Univers a connu dans ses tout premiers instants une phase très chaude et très dense, appelée l'ère de Planck, il est admis qu'une description correcte de cet Univers primordial nécessite d'avoir à sa disposition une théorie quantique de la gravitation. Plusieurs théories candidates sont en cours d'élaboration pour fournir cette gravité quantique. Il s'agit d'une part de la théorie des cordes, qui se donne également pour objectif de décrire les autres interactions à ces échelles (on parle de théorie du tout), et de la gravitation quantique à boucles, qui est moins ambitieuse et vise seulement à décrire quantiquement la gravité sans inclure les autres interactions.